# US Open 2006 - Doppio maschile in carrozzina
Robin Ammerlaan e Michael Jeremiasz hanno battuto in finale Shingo Kunieda e Tadeusz Kruszelnicki con il punteggio di 7–6(2), 6–1.

## Teste di serie
1. Robin Ammerlaan /  Michael Jeremiasz
2. Shingo Kunieda /  Tadeusz Kruszelnicki

## Tabellone

### Legenda
| - Q = Qualificato - WC = Wild card - LL = Lucky loser | - ALT = Alternate - SE = Special Exempt - PR = Protected Ranking | - w/o = Walkover - r = Ritirato - d = Squalificato |

### Finali
|  | Primo turno | Primo turno                         | Primo turno                         | Primo turno | Primo turno |  |  | Finali | Finali                              | Finali                              | Finali | Finali |  |
|  |             |                                     |                                     |             |             |  |  |        |                                     |                                     |        |        |  |
|  | 1           | Robin Ammerlaan Michael Jeremiasz   | 3                                   | 7           | 6           |  |  |        |                                     |                                     |        |        |  |
|  |             | Maikel Scheffers Ronald Vink        | 6                                   | 5           | 1           |  |  | 1      | Robin Ammerlaan Michael Jeremiasz   | Robin Ammerlaan Michael Jeremiasz   | 7      | 6      |  |
|  | 2           | Shingo Kunieda Tadeusz Kruszelnicki | Shingo Kunieda Tadeusz Kruszelnicki | 6           | 6           |  |  | 2      | Shingo Kunieda Tadeusz Kruszelnicki | Shingo Kunieda Tadeusz Kruszelnicki | 62     | 1      |  |
|  |             | Larry Quintero Jon Rydberg          | Larry Quintero Jon Rydberg          | 2           | 2           |  |  |        |                                     |                                     |        |        |  |